# Al son que me toquen bailo
Al son que me toquen bailo es una película cómica colombiana de 2019 dirigida por Juan Carlos Mazo y escrita y producida por Dago García. Protagonizada por Variel Sánchez, Laura Rodríguez, Julio Pachón y Linda Lucía Callejas, la cinta fue estrenada el 25 de diciembre de 2019 en las salas de cine colombianas.

## Sinopsis
Daniel García, un hombre apasionado por la rumba que se enamoró al son del chucu chucu, bailó merengue amacizado, azotó baldosa a ritmo de salsa y se la gozó con el Meneaito y la Macarena, ahora llega a las salas de cine a formar la rumba y contarnos como cada canción escribió una página importante de su historia.

## Reparto
- Variel Sánchez como Daniel García (Adulto Joven) y Alfredo García
- Julio Pachón como Daniel García (Adulto)
- Laura Rodríguez como Elizabeth (Joven)
- Linda Lucía Callejas como Elizabeth( Adulto)
- César Mora como Arnolfo García
- Carmenza Cossio Emma de García
- Carolina Sabino como Tía Doris
- Luis Eduardo Arango como Tío Gustavo
- Juan Manuel Lenis como Don Joaquín
- María Nela Sinisterra como Doris
- Aida Morales como Gladys Morales
- Cristian Villamil como Jorge
- Natalia Bedoya
- Raúl Ocampo como Kike Pulido (Adulto)
- Julián Caicedo como Gordo Materón
- José Gabriel Piñeros Daniel García( Niño)
- Juan David Aparicio como  Daniel García( Adolescente)
- Andreína Romero como Elizabeth (Niña)
- Nikol Díaz como Elizabeth(Adolescente)
- Johan Esteban Dias Hernández como Kike Pulido( Adolescente)
- Carlos Arturo León Gordillo como Kike Pulido (Niño)
- Fernando Solorzano
- Salome Camargo
- Melissa Cáceres como Violeta García
- Dulce María Ávila torrenegra